# Goumbi (Tibati)
Pour les articles homonymes, voir Goumbi.
Goumbi est un village du Cameroun situé dans le département du Djérem et la région de l'Adamaoua. Il fait partie de la commune de Tibati.

## Population
Lors du recensement de 2005, le village était habité par 90 personnes, 45 de sexe masculin et 45 de sexe féminin.